# Junta Obres del Port
La Junta Obres del Port és una obra noucentista de Tarragona protegida com a Bé Cultural d'Interès Local.

## Descripció
Edifici de tres plantes en el cos central i dues als laterals. Tot el conjunt és bastant simètric. La planta baixa i els laterals de la part central tenen aplacats petris. Hi ha una cornisa com a remat al centre i balustrada als laterals. Les obertures estan emmarcades per motllures lineals excepte a la part superior, on formen arcs ogivals a la planta tercera o un fris amb senzills adorns escultòrics.